# Charité (Berlijn)
De Charité is een bekend ziekenhuis in Berlijn en tegelijk de grootste universiteitskliniek van Europa. Sinds 2003 is de Charité de medische faculteit van de Humboldt-Universiteit en van de Vrije Universiteit Berlijn.

## Geschiedenis
In 1710 werd Berlijn door de pest bedreigd. Op 13 mei begon men in opdracht van Frederik I van Pruisen de bouwwerkzaamheden voor een pesthuis. Dit huis werd ook na de epidemie als opvanghuis voor oude mensen, bedelaars, ongehuwde zwangere en prostituees gebruikt.
Later werd het gebouw gebruikt als militair ziekenhuis en voor de opleiding van militaire artsen. Frederik Willem I van Pruisen gaf het huis in 1727 de naam Charité.
Door een samensmelting met het in 1724 gestichte collegium medico-chirurgicum, een inrichting voor de theoretische opleiding van artsen en wondartsen, werd een destijds unieke school gevormd.
In 1810 werd de universiteit van Berlijn gesticht. De eerste decaan was Christoph Wilhelm Hufeland. Eerst was er nog een strikte scheiding tussen kliniek en faculteit, later werden de twee verenigd.
In de loop van de eeuwen werd de naam van de Charité internationaal bekend door alumni en wetenschappers die aan de faculteit werkzaam waren, waaronder onder meer Rudolf Virchow, Hermann von Helmholtz, Robert Koch, Paul Ehrlich en Emil Adolf von Behring.
De Charité stelde heel wat prominente wetenschappers te werk, onder meer talrijke stichters van medische vakgebieden. Onder hen naast de hierboven genoemden: Ferdinand Sauerbruch, Wilhelm Griesinger, Heinrich Schulte, Johann Otto Leonhard Heubner, Caspar Friedrich Wolff, Karl Bonhoeffer (de vader van Dietrich Bonhoeffer), Heinrich Adolf von Bardeleben, Hans Erhard Bock, August Bier, Walter Stoeckel, Johann Friedrich Dieffenbach, Theodor Schwann, Friedrich Gustav Jacob Henle, Johann Lukas Schönlein, Bernhard von Langenbeck, Theodor Billroth, Curt Schimmelbusch, Leonor Michaelis, August von Wassermann, Hermann Emil Fischer, Rahel Hirsch, Selmar Aschheim, Bernhard Zondek, Rudolf Nissen, Hermann Oppenheim, Herbert Herxheimer en Samuel Mitja Rapoport.
Verder begonnen acht Nobelprijswinnaars, waaronder Werner Forssmann en Albrecht Kossel, hun carrière aan de Charité.
In de tijd van de Nazi's werden talrijke Joodse medewerkers ontslagen.
Door de splitsing van Berlijn na de Tweede Wereldoorlog kwam de Charité in Oost-Berlijn te liggen. In de DDR was ze toen het beroemdste ziekenhuis.

## Structuur en getallen
Door de samenlegging van de twee universiteiten ontstond de grootste universiteitskliniek van Europa met ongeveer 15000 medewerkers, 3500 bedden, 8000 studenten en een omzet van 1,8 miljard euro (2003).